# Kotolte, Tenejapa
Kotolte är en ort i Mexiko.   Den ligger i kommunen Tenejapa och delstaten Chiapas, i den sydöstra delen av landet, 800 km öster om huvudstaden Mexico City. Kotolte ligger 1 485 meter över havet och antalet invånare är 2 503.
Terrängen runt Kotolte är bergig. Runt Kotolte är det tätbefolkat, med 319 invånare per kvadratkilometer. Närmaste större samhälle är Pantelhó, 15,7 km norr om Kotolte. I omgivningarna runt Kotolte växer i huvudsak städsegrön lövskog.